# Tureshmat Corona
Tureshmat Corona est une corona, formation géologique en forme de couronne, située sur la planète Vénus par -51,5° S et 289,5° E. Elle est localisée dans le quadrangle de Godiva. Elle a été nommée en référence à Tureshmat, déesse créatrice Aïnou (Japon), elle créa Hokkaido. 

## Géographie et géologie
Tureshmat Corona couvre une surface circulaire d'environ 150 km de diamètre. 